# Swimbridge
Swimbridge es una localidad situada en el condado de Devon, en Inglaterra (Reino Unido), con una población en 2016 de 677 habitantes.
Se encuentra ubicada en el centro de la península del Suroeste, cerca de la ciudad de Exeter y de la orilla del canal de la Mancha (océano Atlántico).